# Melody Lane (film, 1929)

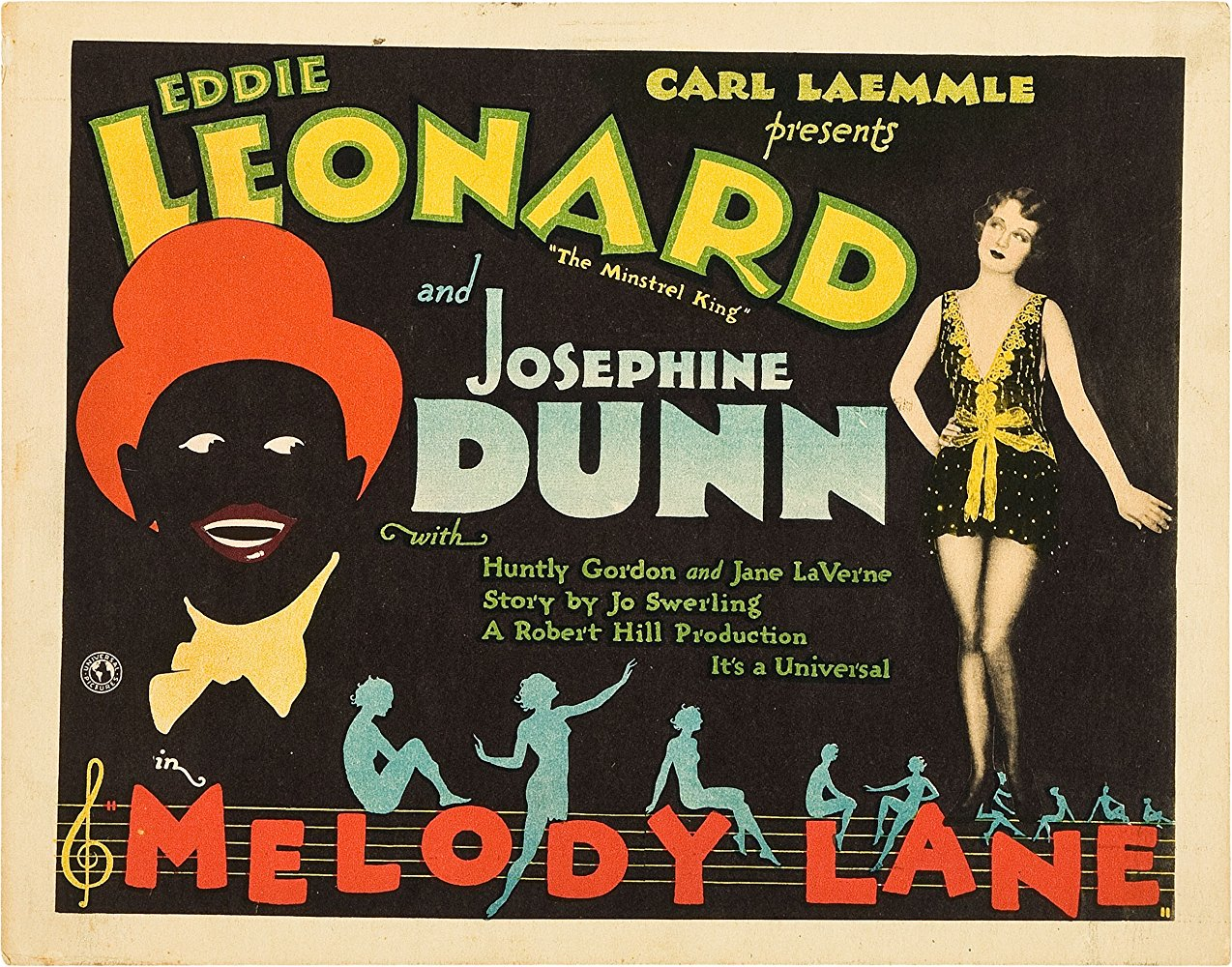
Affiche du film.

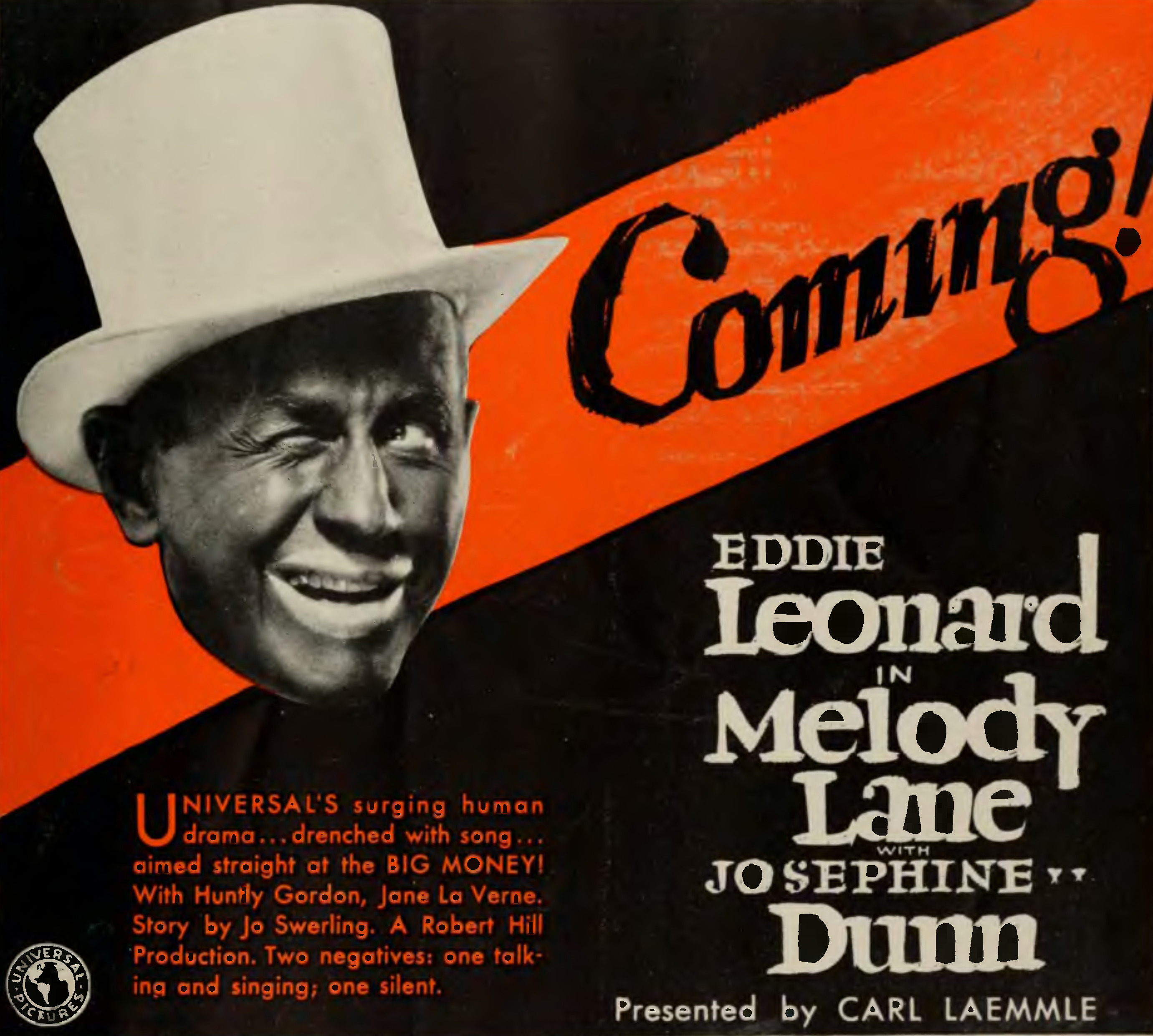
Annonce pour le film dans The Film Daily.

Pour les articles homonymes, voir Melody Lane.
Melody Lane est un film américain réalisé par Robert F. Hill, sorti en 1929.

## Fiche technique
- Réalisation : Robert F. Hill
- Scénario : J.G. Hawks, Robert F. Hill, Tom Reed, d'après la pièce The Understander de Jo Swerling
- Producteur : Carl Laemmle
- Photographie : Joseph Brotherton
- Montage : Daniel Mandell
- Genre : Mélodrame avec chansons[1]
- Distributeur : Universal Pictures
- Durée : 76 minutes
- Date de sortie : 21 juillet 1929

## Distribution
- Eddie Leonard : Des Dupree
- Josephine Dunn: Dolores Dupree
- Rose Coe : Constance Dupree
- George E. Stone : Danny
- Huntley Gordon : Rinaldi
- Jane La Verne : Constance Dupree
- Blanche Carter : Nurse
- Jake Kern : chef d'orchestre
- Monte Carter : Stage Manager

## Statut du film
Le film est conservé de façon incomplète; il subsiste une copie en 16 mm de la dernière bobine en version sonore, et une copie incomplète de la version muette.